# Camp d'internement de Campagna

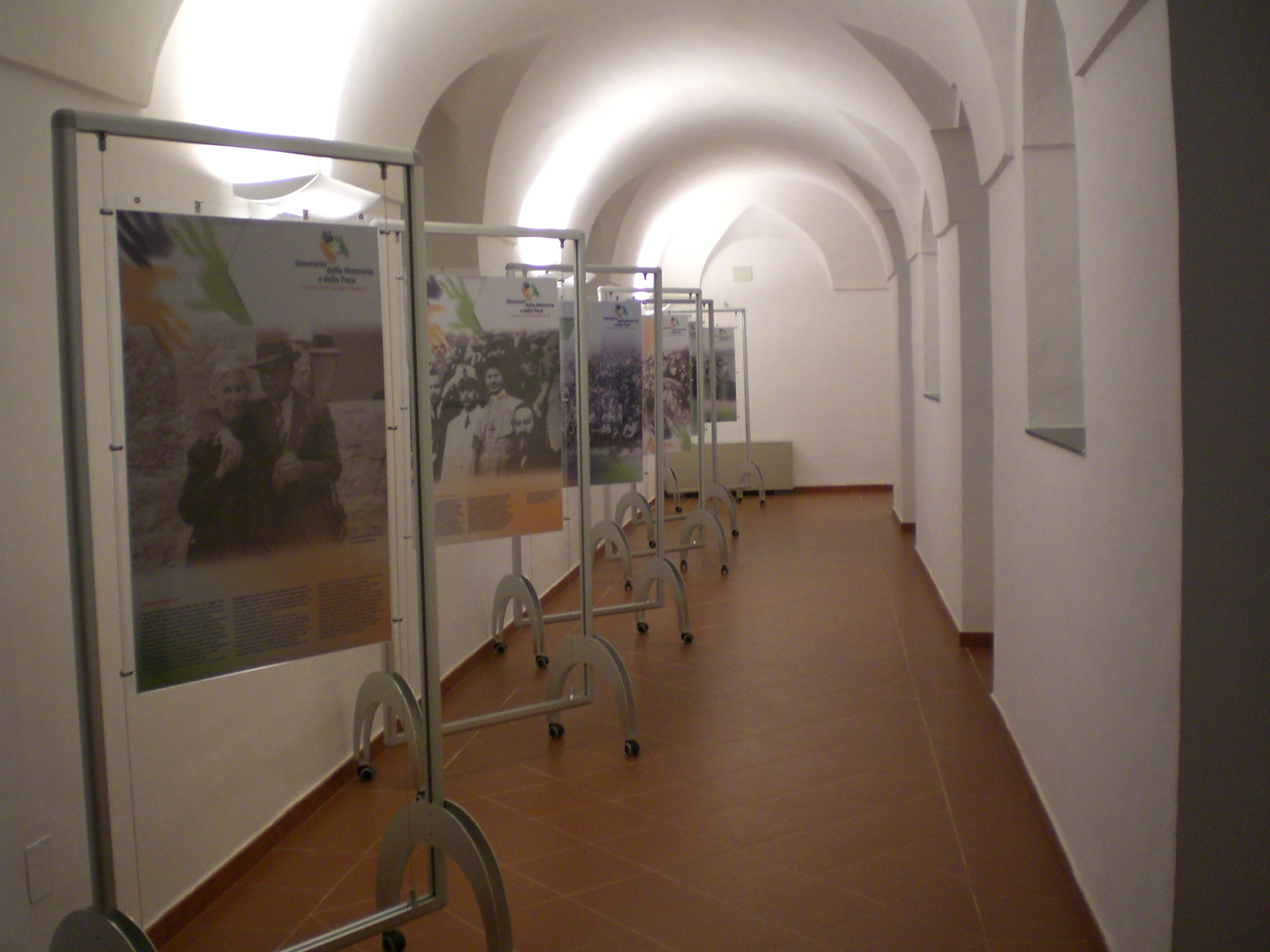
Route de la mémoire et de la paix.

Le camp d'internement de Campagna, situé à Campagna, une ville près de Salerne dans le sud de l'Italie, est un camp d'internement pour juifs et étrangers établi par Benito Mussolini en 1940.
Le camp accueille pour son ouverture 430 hommes capturés dans les différentes parties de l'Italie. La plupart d'entre eux sont des réfugiés juifs venus d'Allemagne, d'Autriche, de Pologne, de Tchécoslovaquie et de Dalmatie, mais aussi quelques citoyens britanniques et un groupe de 40 juifs français et italiens. Le nombre de détenus, au cours des trois années, varia considérablement, allant de 230 (février 1941) à 150 (septembre 1943).
Le camp ne sera jamais un camp de concentration au sens allemand du terme. Bénéficiant de libertés, les internés sont autorisés à recevoir des colis alimentaires et à rendre visite à des parents malades. De plus, il n'y a aucune restriction de courrier. Aucun des internés ne perdra la vie ou sera soumis à des violences ; les internés seront constamment protégés de la déportation vers l'Allemagne, comme le demandent les nazis. Les prisonniers reçoivent l'autorisation d'organiser une bibliothèque, une école, un théâtre et une synagogue.
Tous les prisonniers sont libres de se déplacer dans les rues et les maisons de la ville, certains seront accueillis par les habitants de Campagna en tant qu'amis. Cela implique également le maire Carlino D'Ambrosio et les autorités fascistes locales qui ont caché leurs activités aux autorités supérieures.
L'évêque de Campagna joua également un rôle essentiel : Giuseppe Maria Palatucci et son neveu Giovanni Palatucci, questeur de Fiume, envoyèrent de nombreux Juifs d'Istrie dans le camp de Campagna pour les sauver des camps de la mort.
En septembre 1943, l'Italie capitule et les troupes alliées envahissent l'Italie du Sud. En réponse, les troupes allemandes envahirent l'Italie par le nord. À l'arrivée des troupes alliées, tous les détenus du camp de Campagna avaient déjà fui vers les montagnes avec l'aide d'habitants locaux.

## Source
- (en) Cet article est partiellement ou en totalité issu de l’article de Wikipédia en anglais intitulé « Campagna internment camp » (voir la liste des auteurs).